# Indianapolis 500 in 1931
De 19e Indianapolis 500 werd gereden op zaterdag 30 mei 1931 op de Indianapolis Motor Speedway. Amerikaans coureur Louis Schneider won de race. Joe Caccia kwam om het leven door een ongeval tijdens trainingsritten die de race voorafgingen.

## Startgrid
| Rij | Binnen          | Midden           | Buiten              |
| --- | --------------- | ---------------- | ------------------- |
| 1   | Russ Snowberger | Bill Cummings    | Paul Bost           |
| 2   | Deacon Litz     | Ernie Triplett   | Babe Stapp          |
| 3   | Speed Gardner   | Fred Frame       | Stubby Stubblefield |
| 4   | Ralph Hepburn   | Phil Pardee      | Luther Johnson      |
| 5   | Louis Schneider | Cliff Bergere    | Chet Miller         |
| 6   | Joe Russo       | Dave Evans       | Billy Arnold        |
| 7   | Tony Gulotta    | Jimmy Gleason    | Francis Quinn       |
| 8   | Frank Farmer    | Phil Shafer      | John Boling         |
| 9   | Louis Meyer     | Shorty Cantlon   | Frank Brisko        |
| 10  | Freddy Winnai   | Leon Duray       | George Howie        |
| 11  | Al Aspen        | George Wingerter | Harry Butcher       |
| 12  | Gene Haustein   | Myron Stevens    | Billy Winn          |
| 13  | Sam Ross        | Lou Moore        | Herman Schurch      |
| 14  | Joe Huff        |                  |                     |

## Race
| #                                  | Coureur             | Auto                  | Ronden | Opgave     |
| ---------------------------------- | ------------------- | --------------------- | ------ | ---------- |
| 1                                  | Louis Schneider     | Stevens-Miller        | 200    |            |
| 2                                  | Fred Frame          | Duesenberg            | 200    |            |
| 3                                  | Ralph Hepburn       | Miller                | 200    |            |
| 4                                  | Myron Stevens       | Stevens-Miller        | 200    |            |
| 5                                  | Russ Snowberger     | Snowberger-Duesenberg | 200    |            |
| 6                                  | Jimmy Gleason       | Duesenberg            | 200    |            |
| 7                                  | Ernie Triplett      | Duesenberg            | 200    |            |
| 8                                  | Stubby Stubblefield | Willys Knight-Miller  | 200    |            |
| 9                                  | Cliff Bergere       | Reo                   | 200    |            |
| 10                                 | Chet Miller         | Hudson                | 200    |            |
| 11                                 | George Howie        | Dodge-Chrysler        | 200    |            |
| 12                                 | Phil Shafer         | Rigling-Buick         | 200    |            |
| 13                                 | Dave Evans          | Duesenberg-Cummins    | 200    |            |
| 14                                 | Al Espen            | Duesenberg            | 200    |            |
| 15                                 | Sam Ross            | Rigling-Miller        | 200    |            |
| 16                                 | Joe Huff            | Cooper-Miller         | 180    |            |
| 17                                 | Deacon Litz         | Duesenberg            | 177    | Ongeval    |
| 18                                 | Tony Gulotta        | Rigling-Studebaker    | 167    | Ongeval    |
| 19                                 | Billy Arnold        | Summers-Miller        | 162    | Ongeval    |
| 20                                 | Luther Johnson      | Studebaker            | 156    | Ongeval    |
| 21                                 | Billy Winn          | Rigling-Clemons       | 138    |            |
| 22                                 | Frank Brisco        | Stevens-Miller        | 138    | Mechanisch |
| 23                                 | Gene Haustein       | Ford                  | 117    | Mechanisch |
| 24                                 | Joe Russo           | Rigling-Duesenberg    | 109    | Mechanisch |
| 25                                 | Speed Gardner       | Miller                | 107    | Mechanisch |
| 26                                 | Lou Moore           | Miller                | 103    | Mechanisch |
| 27                                 | Shortly Cantlon     | Miller                | 88     | Mechanisch |
| 28                                 | Bill Cummings       | Cooper-Miller         | 70     | Mechanisch |
| 29                                 | Freddy Winnai       | Stevens-Miller        | 60     | Ongeval    |
| 30                                 | Phil Pardee         | Duesenberg            | 60     | Ongeval    |
| 31                                 | Paul Bost           | Rigling-Miller        | 35     | Mechanisch |
| 32                                 | Frank Farmer        | Willys Knight-Miller  | 32     | Mechanisch |
| 33                                 | George Wingerter    | Duesenberg            | 29     | Mechanisch |
| 34                                 | Louis Meyer         | Stevens-Miller        | 28     | Mechanisch |
| 35                                 | Babe Stapp          | Rigling-Duesenberg    | 9      | Mechanisch |
| 36                                 | John Boling         | Morton & Brett        | 7      | Mechanisch |
| 37                                 | Leon Duray          | Stevens-Duray         | 6      | Mechanisch |
| 38                                 | Harry Butcher       | Buick                 | 6      | Ongeval    |
| 39                                 | Herman Schurch      | Rigling-Clemons       | 5      | Mechanisch |
| 40                                 | Francis Quinn       | Miller-Ford           | 3      | Mechanisch |
| Gemiddelde snelheid : 155,509 km/h |                     |                       |        |            |